# Langula
Langula – dzielnica gminy Vogtei w Niemczech, w kraju związkowym Turyngia, w powiecie Unstrut-Hainich. Do 30 grudnia 2012 samodzielna gmina, wchodząca w skład wspólnoty administracyjnej Vogtei.